# Stratégia
A stratégia  cselekvések egy hosszabb távú terve egy bizonyos cél elérése érdekében, amely gyakran az úgymond „győzelem” avagy egy probléma megoldása. Megkülönböztetjük a taktikától és az azonnali akcióktól, mivel a stratégia a cselekvések és azok végrehajtásához szükséges erőforrások biztosítását időben kiterjedten gondolkodva tervezi meg. 
A szót eredetileg a hadviselésben használták, a háború megnyerésének művészetét, a seregek mozgatását és ellátását jelentette. Alakja a görög stratēgos szóból ered. Napjainkban ez a terminus már sokkal szerteágazóbb jelentéstartalommal rendelkezik. A katonai stratégiára vonatkozó hivatalos magyar katonai szakkifejezés a hadászat, eltérően a katonai taktikától, aminek a megnevezése harcászat.

## A stratégia szintjei
A 20. században a stratégiának három szintjét különítették el:
1. totális, nemzeti, integrális stratégia
2. általános stratégia (diplomáciai, katonai, gazdasági)
3. operatív stratégia, azaz konkrét háborús célok kijelölése

A fenti szinteken belül a stratégia lehet offenzív vagy defenzív, illetve közvetlen vagy közvetett.
Az 1960-as évek végén úgy tűnt a politikai gondolkodók számára, hogy a nukleáris fegyverek megjelenése miatt a stratégia fogalma elvesztette értelmét, és ezáltal eltűnt. Az 1990-es évek elején azonban úgy tűnt, hogy a világ különböző pontjain létrejövő alacsony intenzitású fegyveres konfliktusok, és gerillaháborúk visszaadták a stratégia szó hagyományos értelmét. Lawrence Freedman szerint stratégia mindenhol van, ahol van politika, és a stratégiai tanulmányok tárgya továbbra is a haderő szerepe.

## A stratégia és politikai viszonya

### Összefonódás
A stratégia és a politika azokban az államokban fonódott össze, ahol mindent egy támadó háborúra való felkészülés alá rendeltek. Azok az államok, amelyekben ekképpen fonódik össze a két terület, biztonsági kockázatot jelentenek.

### Elkülönülés
A stratégia és a politikai fogalmának elkülönülése előfeltétele a hadsereg polgári irányításának. A hadvezetés műveletei parancsaikkal a hadsereget célozzák, amely egy szigorú hierarchiában működő, jól elkülönített szereplői kör. A hadseregben a parancs, kiadása után visszavonhatatlan, és teljesítik. A politikai szférájában viszont van mód a korrigálásra.

## A stratégia átvitt értelmezései
- Üzleti stratégia
- Gazdasági stratégia
- Marketing stratégia
- Kereskedelmi stratégia
- Matematikai stratégia
- Stratégiai management
- Technológiai stratégia
- Játékelméleti stratégiák (például sakk)
- Vállalati stratégia

### Videójátékok
- Valós idejű stratégiai játék
- Videójáték